# XXIII. Olimpijske igre – Los Angeles 1984.
XXIII. Olimpijske igre su održane u Los Angelesu, u SAD. Taj grad je bio jedini kandidat za domaćina, te je time izbor mjesta održavanja Igara, održan na sjednici MOO-a 1978. godine ovaj put bio jednostavan. Razlog slabog interesa bio je financijski neuspjeh Igara u Montrealu 1976. Ipak, organizacijski odbor Igara u LA je dobro uravnotežio troškove i prihode, te su Igre u konačnici prema ostvarenom profitu bile i više nego uspješne.
Nažalost, i na ovim Igrama je nastavljena praksa bojkota natjecanja pojedinih država iz političkih razloga (vidi kartu bojkota Igara u periodu od 1976-1984). Ovaj put je Igre bojkotiralo 14 zemalja članica Varšavskog pakta pod utjecajem SSSR-a te još nekoliko zemalja izvan tog kruga kao što su Iran i Libija. Zanimljivo da je na Igrama sudjelovala Rumunjska, iako tada još uvijek zemlja 'iza željezne zavjese'. Posljedica ovih izostanaka je bila ponešto slabija konkurencija u športovima i disciplinama u kojima su obično dominirale zemlje kao što su SSSR, Istočna Njemačka ili Mađarska.
U športski program po prvi puta su uključeni sljedeći športovi: sinkronizirano plivanje, ritmička gimnastika i jedrenje na dasci, a u atletici je prvi puta uveden maraton za žene. U program je ponovno uključen tenis, ali kao demonstracijski šport, uz drugi demonstracijski šport, bejzbol.
U natjecateljskom programu su se istaknuli sljedeći pojedinci i momčadi:
- Carl Lewis, atletičar iz SAD-a, je izjednačio podvig osvajanja 4 zlatne medalje u atletici (100 m, 200 m, 4x100 m štafeta, skok u dalj) na istim Igrama, kojeg je prvi ostvario Jesse Owens na Igrama u Berlinu 1936.
- Atletičarka u disciplini 400 m prepone Nawal El Moutawakel iz Maroka postaje prva olimpijska pobjednica iz islamskog svijeta, te prva afrička pobjednica.
- Steve Redgrave iz Velike Britanije je osvojio svoje prvo od 5 uzastopnih zlata na OI (u periodu od 1984-2000) u veslanju, jednako kao i rumunjska veslačica Elisabeta Lipa koja je također osvojila prvo zlato od ukupno 5 koje je osvajala s prekidima u periodu 1984-2004. Dok su njihove karijere tek počinjale, karijera Finca Pertti Karppinena je bila u zenitu: on je ovdje osvojio svoje treće zlato na OI za redom u disciplini samac.
- Daley Thompson iz Velike Britanije je pobijedio u desetoboju, s rezultatom blizu svjetskog rekorda. Zanimljivo je da je godinu dana kasnije njegov rezultat retroaktivno analiziran i korigiran na granicu novog svjetskog rekorda, 8847 bodova. Taj je rekord ostao nedostignut sljedećih 20 godina!
- Mary Lou Retton iz SAD-a je postala prva gimnastičarka izvan istočne Europe koja je pobijedila u gimnastičkom višeboju.
- Francuska je osvojila zlato u nogometu, pobijedivši u finalu Brazil 2:0. Na opće iznenađenje, nogomet je izazvao neočekivano veliki interes gledatelja u SAD, gdje nogomet tradicionalno ne spada u popularnije športove. Finale je održano pred preko 100.000 gledatelja!
- Rumunjska, jedina zemlja iz istočnog bloka koja je sudjelovala na Igrama, je ostvarila svoj rekordno uspješan nastup na OI, osvojivši ukupno 53 medalje.

## Popis športova
(Plivanje, sinkronizirano plivanje, vaterpolo i skokovi u vodu se smatraju različitim disciplinama istog športa)
| - atletika - biciklizam - boks - dizanje utega - gimnastika - hokej na travi - hrvanje - jedrenje |  | - džudo - kajak i kanu na mirnim vodama - košarka - konjički šport - mačevanje - moderni petoboj - nogomet - odbojka |  | - plivanje - rukomet - sinkronizirano plivanje - skokovi u vodu - streličarstvo - streljaštvo - vaterpolo - veslanje |

Demonstracijski športovi su bili tenis i bejzbol.

## Popis podjele medalja
(Medalje domaćina posebno istaknute)
| XXIII. Olimpijske igre – Los Angeles 1984. |                        |       |        |        |        |
| Plasman                                    | Država                 | Zlato | Srebro | Bronca | Ukupno |
| 1                                          | SAD                    | 83    | 61     | 30     | 174    |
| 2                                          | Rumunjska              | 20    | 16     | 17     | 53     |
| 3                                          | Zapadna Njemačka       | 17    | 19     | 23     | 59     |
| 4                                          | Kina                   | 15    | 8      | 9      | 32     |
| 5                                          | Italija                | 14    | 6      | 12     | 32     |
| 6                                          | Kanada                 | 10    | 18     | 16     | 44     |
| 7                                          | Japan                  | 10    | 8      | 14     | 32     |
| 8                                          | Novi Zeland            | 8     | 1      | 2      | 11     |
| 9                                          | Jugoslavija            | 7     | 4      | 7      | 18     |
| 10                                         | Južna Koreja           | 6     | 6      | 7      | 19     |
| 11                                         | Velika Britanija       | 5     | 11     | 21     | 37     |
| 12                                         | Francuska              | 5     | 7      | 16     | 28     |
| 13                                         | Nizozemska             | 5     | 2      | 6      | 13     |
| 14                                         | Australija             | 4     | 8      | 12     | 24     |
| 15                                         | Finska                 | 4     | 2      | 6      | 12     |
| 16                                         | Švedska                | 2     | 11     | 6      | 19     |
| 17                                         | Meksiko                | 2     | 3      | 1      | 6      |
| 18                                         | Maroko                 | 2     | 0      | 0      | 2      |
| 19                                         | Brazil                 | 1     | 5      | 2      | 8      |
| 20                                         | Španjolska             | 1     | 2      | 2      | 5      |
| 21                                         | Belgija                | 1     | 1      | 2      | 4      |
| 22                                         | Austrija               | 1     | 1      | 1      | 3      |
| 23                                         | Kenija                 | 1     | 0      | 2      | 3      |
| 23                                         | Portugal               | 1     | 0      | 2      | 3      |
| 25                                         | Pakistan               | 1     | 0      | 0      | 1      |
| 26                                         | Švicarska              | 0     | 4      | 4      | 8      |
| 27                                         | Danska                 | 0     | 3      | 3      | 6      |
| 28                                         | Jamajka                | 0     | 1      | 2      | 3      |
| 28                                         | Norveška               | 0     | 1      | 2      | 3      |
| 30                                         | Grčka                  | 0     | 1      | 1      | 2      |
| 30                                         | Nigerija               | 0     | 1      | 1      | 2      |
| 30                                         | Portoriko              | 0     | 1      | 1      | 2      |
| 33                                         | Kolumbija              | 0     | 1      | 0      | 1      |
| 33                                         | Obala Bjelokosti       | 0     | 1      | 0      | 1      |
| 33                                         | Egipat                 | 0     | 1      | 0      | 1      |
| 33                                         | Irska                  | 0     | 1      | 0      | 1      |
| 33                                         | Peru                   | 0     | 1      | 0      | 1      |
| 33                                         | Sirija                 | 0     | 1      | 0      | 1      |
| 33                                         | Tajland                | 0     | 1      | 0      | 1      |
| 40                                         | Turska                 | 0     | 0      | 3      | 3      |
| 40                                         | Venecuela              | 0     | 0      | 3      | 3      |
| 42                                         | Alžir                  | 0     | 0      | 2      | 2      |
| 43                                         | Kamerun                | 0     | 0      | 1      | 1      |
| 43                                         | Tajvan                 | 0     | 0      | 1      | 1      |
| 43                                         | Dominikanska Republika | 0     | 0      | 1      | 1      |
| 43                                         | Island                 | 0     | 0      | 1      | 1      |
| 43                                         | Zambija                | 0     | 0      | 1      | 1      |
|                                            |                        |       |        |        |        |
| Ukupno                                     | Ukupno                 | 226   | 219    | 243    | 688    |